# Sid Ali Mazif
Sid Ali Mazif (en arabe : سيدعلي مزيف) est un réalisateur et scénariste algérien né le 16 octobre 1943 à Alger et mort le 2 mai 2023 dans la même ville.

## Biographie
Sid Ali Mazif est né le 16 octobre 1943 à Alger,. Après avoir débuté comme assistant sur le tournage de Vingt ans à Alger de Marc Sator, Sid Ali Mazif étudie à l'Institut national du cinéma de Ben Aknoun, près d'Alger. Dans le cadre de sa formation, il réalise de premiers courts métrages entre 1965 et 1966. Il intègre ensuite le futur ONCIC pour lequel il tourne des documentaires comme La Cueillette des oranges et Le Paludisme en Algérie (1967).  
Il collabore également à deux films collectifs importants du cinéma algérien : L'Enfer à dix ans (1968) sur l'expérience des enfants au cours de la Guerre d'Algérie  et Histoires de la révolution (1970). Son premier long métrage, Sueur noire relate la répression d'une grève de mineurs algeriens durant la colonisation française. Les Nomades (1975) aborde le problème délicat de la sédentarisation nécessaire des tribus. Depuis Leïla et les Autres (1977), Sid Ali Mazif milite, à travers ses films, pour l'amélioration de la condition féminine dans son pays. 
Sid Ali Mazif meurt le 2 mai 2023 à Alger à l'âge de 79 ans.

## Filmographie
- 1972 : Sueur noire (Al-araq al-aswad)
- 1975 : Les Nomades
- 1977 : Leïla et les Autres (Laïla wa akhawatûha)
- 1982 : J'existe (documentaire)
- 1986 : Houria
- 2007 : La Cause des femmes (court métrage)
- 2007 : La Violence contre les femmes (documentaire)
- 2016 : Le Patio (wast-e-dar)[4]